# Parafia Wszystkich Świętych w Grocholicach
Parafia Wszystkich Świętych – parafia rzymskokatolicka w Grocholicach (dawniej odrębnym miasteczku, obecnie części Bełchatowa). Najstarsza parafia w dekanacie bełchatowskim, w archidiecezji łódzkiej.
Murowana świątynia wzniesiona w początkach XIII wieku, jedna z najstarszych świątyń w archidiecezji łódzkiej.

## Historia parafii
Parafię w Grocholicach erygowano ok. 1230 r. jako pierwszą w okolicach Bełchatowa. Fundatorem świątyni był arcybiskup gnieźnieński Wincenty z Czarnkowa.
W 1220 roku arcybiskup Gnieźnieński Wincenty z Niałka herbu Nałęcz ufundował w Grocholicach kościół. Był to pierwszy kościół w tym rejonie. Jego budowa trwała od 1230 do 1233 roku. Ksiądz arcybiskup erygował parafię pw. Wszystkich Świętych w 1230 roku. Tak rozpoczęła się historia najstarszej parafii Bełchatowa.
W 1683 roku parafia liczyła 400 osób, w 1729 roku 800 parafian, a największy zasięg terytorialny i liczebny w 1886 roku. Parafia liczyła wówczas 4984 osoby.
Od roku 1893 terytorium parafii uległo zmniejszeniu w wyniku erygowania nowych parafii i tak:
- 25 czerwca 1893 r. – powstała parafia Narodzenia N. M. Panny w Bełchatowie
- 1931 r. – erygowano parafię Narodzenia N. M. Panny w Łękawie;
- 1999 r. – odłączono miejscowości Nowy Świat i Ludwików w związku z powstaniem parafii Zesłania Ducha Świętego.

Obecnie do parafii oprócz Grocholic i Zamościa należą miejscowości: Zdzieszulice Górne, Zdzieszulice Dolne, Kielchinów, Augustynów, Mazury, Wólka Łękawska, Bugaj, Księży Młyn, Rząsawa, Oleśnik, Kurnos Pierwszy i Poręby.
Obecnie w 777 roku istnienia parafia liczy 1453 rodziny, co łącznie daje 4540 parafian.
W swojej historii kościół był wielokrotnie niszczony i grabiony, a w latach 1781–1785 był nawet nieczynny wskutek pożaru oraz braku należytej opieki spowodowanej wyludnieniem Grocholic. W 1788 r., gdy proboszczem parafii był ksiądz Tomasz Kararski, kościół przeszedł gruntowny remont.
W latach 1897–1910 ówczesny proboszcz ks. Franciszek Zając dokonał gruntownej odbudowy i rozbudowy kościoła w stylu neogotyckim. Zwiększył długość świątyni, odbudował prezbiterium i kruchty, dobudował trzy kaplice i zakrystię oraz wybudował dwie wieże. Ze starego kościoła pozostała wówczas tylko część murów nawy głównej i szkarpy dwóch przęseł nawy.

## Inne kościoły na terenie parafii
- Kościół szpitalny pw. Ducha Świętego na Zamościu (wybudowany w 1562 roku – spłonął w1781 roku);
- Kościół pw. Jana Chrzciciela i św. Doroty (wybudowany w pierwszej połowie XVI wieku – spłonął w 1781 roku);
- Kościół filialny w Łękawie;
- Kościół filialny w Bełchatowie (klasztor o. Franciszkanów od 1865 roku).

Dla kościoła w Łękawie i Bełchatowie kościół w Grocholicach pełnił rolę fary.

## Architektura
Kościół Wszystkich Świętych wybudowany został w latach 1220–1233 z cegły i polnego kamienia, w stylu gotyckim o sklepieniu w prezbiterium murowanym, a w nawie głównej drewnianym. Pierwotnie kościół został wybudowany w stylu gotyckim, jednak z upływem czasu stracił on swój charakter. Obecny neogotycki kształt kościół zawdzięcza rozbudowie ukończonej w 1910 r.
Budowla świątyni z roku 1233 należała do najstarszych zabytków tego rodzaju w tej części kraju. Świątynia w pierwotnej formie dotarła aż do 1897 roku. Kościół zbudowany był z polnego kamienia i cegły w stylu przejściowym z romanizmu w ostrołuk (gotyk). Składał się z dwóch części; prezbiterium i nawy głównej. Nawa prostokątna o długości 11,5m., prezbiterium półkoliste o długości 7,0m. i szerokości 5,0m. zamknięte u góry kopułą. Wysokość świątyni wynosiła 9,0m. a grubość murów 0,8m. W nawie głównej były cztery okna, a sufit był płaski i wykonany z desek. Podłoga była również drewniana. Dach kryty był drewnianymi gontami. Na kościele znajdowała się niewielka wieżyczka z sygnaturką. Od strony północnej przylegała niewielka zakrystia. Wyposażenie kościoła stanowiły trzy drewniane ołtarze. W roku 1781 podczas wielkiego pożaru Grocholic kościół uległ znacznemu zniszczeniu i w latach 1781–1785 był zamknięty. W 1788 roku proboszcz parafii Tomasz Kararski przeprowadził gruntowny remont świątyni. Następujący po roku 1836 napływ ludności osiedlającej się na terenie parafii spowodował, że istniejący kościół stał się zbyt mały. Od 20 maja 1885 roku ks. prob. Zając rozpoczął starania o powiększenie kościoła. Po ponad 10 latach starań, 3 sierpnia 1897 roku rozpoczęto prace przy rozbudowie kościoła. Plan i kosztorys wykonał p. Kornelin Szretter z Piotrkowa Trybunalskiego, a zatwierdziło Ministerstwo w Petersburgu. W czasie realizacji budowy plan uległ modyfikacji za przyczyną Feliksa Nowickiego. Zmiana dotyczyła sklepienia w tzw. pół cyrkiel i powiększenia kaplic bocznych. Rozbudowa kościoła trwała 13 lat i zakończyła się 4 sierpnia 1910 roku. Powiększono o 1/3 nawę główną, przebudowano prezbiterium i kruchtę. Wybudowano dwie boczne kaplice, zakrystie i dwie wieże o wysokości 41m. Ze starego kościoła została część murów nawy głównej o długości 6 m. i szkarpy dwóch przęseł. Podczas działań wojennych w 1914 roku mury kościoła zostały częściowo zniszczone. W latach 1917–1920 kościół został odbudowany z zachowaniem pierwotnego stylu, który istnieje do chwili obecnej.

## Najważniejsze zabytki
- Ołtarz główny pw. Matki Boskiej Szkaplerznej i św. Józefa z II połowy XVII wieku;
- Chrzcielnica kamienna z XVIII wieku;
- Ambona z XVIII wieku;
- Trzy rzeźby krucyfiksy z XVII i XVIII wieku;
- Trzy rzeźby św. Doroty, św. Magdaleny i św. Katarzyny z XIV wieku (1350)
- Obraz Matki Boskiej Częstochowskiej w srebrnej sukience z XVIII wieku

## Cmentarze parafialne
Na przestrzeni dziejów parafii zmarłych chowano na cmentarzu przykościelnym. Edykt cesarza pruskiego – Grocholice były wówczas pod zaborem pruskim – zabraniał takich pochówków, wprowadzał też nakaz tworzenia osobnych cmentarzy. Na mocy nowego prawa pierwszy cmentarz grzebalny w Grocholicach powstał w 1810 roku. W nowo utworzonej nekropolii pierwsze pochowano pięciotygodniowe dziecko z Zawadowa. Miejsce tego cmentarza okazało się niewygodne z uwagi na gliniasty grunt i nie było możliwości kopania głębokich dołów ze względu na zbieranie się i „podchodzenie” wody. Dlatego też rozpoczęty się działania mające na celu znalezienie nowego miejsca na cmentarz. W sumie na pierwszym cmentarzu pochowano 637 osób (głównie ofiary epidemii cholery z pierwszej dekady XIX w. – stąd potoczna nazwa „cmentarz choleryczny”). Ostatnim zmarłym, pochowanym tam 2 maja 1822 r., był Sebastian Skalski z Grocholic. Pozostałością po pierwszym cmentarzu istniejącą do początku lat 80. XX w. był wystający nieco ponad teren czworoboczny kurhan z drewnianym krzyżem pośrodku. Teraz miejsce tego już nieistniejącego cmentarza upamiętnia metalowy krzyż w ogrodzeniu i kilka akacji przy ul. Szkolnej (siedziba przedszkola).
W 1822 roku na Zamościu (dziś ul. Wojska Polskiego) urządzono drugi cmentarz na terenie piaszczystym i suchym. Pierwsze zostało pochowane jednoroczne dziecko 7 maja 1822 roku. W 1878 roku cmentarz powiększono, a mimo to już w 1893 roku okazał się zbyt mały. Brak możliwości powiększenia spowodował konieczność wyboru kolejnego miejsca. Aktualnie cmentarz jest dostępny do pochówku zmarłych. Znajduje się na nim kilka zabytkowych nagrobków oraz mogiła powstańców z 1863 roku.
Trzeci cmentarz urządzono w 1894 roku przy obecnej ul. Tylnej. Grzebanie zmarłych rozpoczęto od pochowania 3 stycznia 1901 roku Ignacego Widlickiego z Grocholic. Cmentarz był powiększany w latach 1934 i 1963. W czasie II wojny światowej zbudowano na terenie cmentarza budynek prosektoryjny, zwany potocznie „trupiarnią”. Obiekt ze ścianami z tzw. muru pruskiego istniał do lat 70. ubiegłego wieku. Na tym cmentarzu istnieje kwatera żołnierska, gdzie spoczywają pochowani we wrześniu 1939 roku obrońcy Gór Borowskich, i pomnik im poświęcony.
Obecnie powierzchnia cmentarza wynosi 2,08 ha.

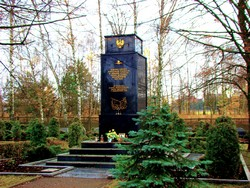
Cmentarz w Grocholicach

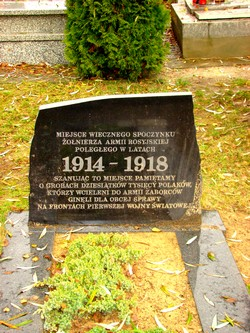
Cmentarz w Grocholicach

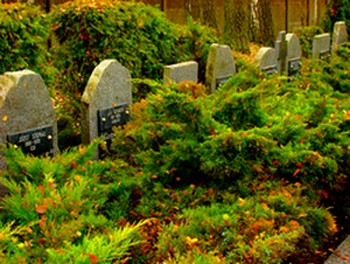
Cmentarz w Grocholicach

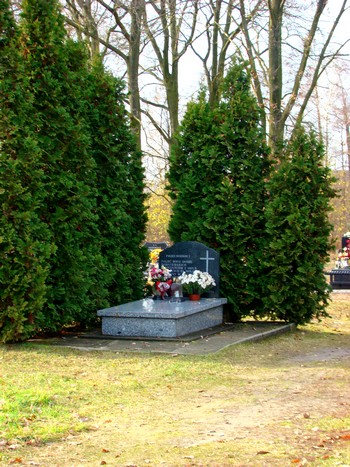
Cmentarz na ul.Wojska Polskiego nagrobek powstańców z 1863 r.

## Powierzchnia użytkowa
- Powierzchnia użytkowa – 456 m² (kościół jednonawowy z kaplicami)
- Kubatura – 5203 m²;
- Ilość kondygnacji – 1;
- Styl architektoniczny – neogotyk.

## Proboszczowie
Źródło:
- ks. Teodor Kwarto (1945–1956)
- ks. Bronisław Zdrojewski (1956–1957; administrator)
- ks. Antoni Bilski (1957–1959)
- ks. prał. Adolf Frydrykiewicz (1959–1970)
- ks. prał. Julian Kuciński (1970–1984)
- ks. Jan Szkudlarek (1984–1991)
- ks. kan. Józef Dembowski (1991–1998)
- ks. kan. Sławomir Orłowski (1998–2009)
- ks. Ireneusz Sikora (2009–2021)
- ks. Dariusz Piwowar (od 2021)

## Kapłani i osoby zakonne pochodzące z parafii
Kapłani
- ks. prał. Marian Wiewiórowski – zmarły w 2012 roku
- ks. Stanisław Nowacki
- ks. Adam Janiszewski
- ks. Rafał Mazurczyk
- ks. Patryk Madejczyk

Osoby zakonne
- s. Lucyna Dłubakowska
- s. Lidia Stępień
- s. Justyna Macugowska
- s. Elżbieta Bąkowicz
- s. Nina Kułak
- s. Agnieszka Kuśmierek
- s. Lidia Koczberska
- s. Iwona Nowatkowska
- s. Jadwiga Szewczyk
- s. Jadwiga Wojciechowska

## Grupy parafialne
Służba liturgiczna ołtarza, Rycerstwo Niepokalanej, Apostolstwo Dobrej Śmierci, Koło Żywego Różańca, chór parafialny, schola parafialna, rada parafialna, Katolickie Stowarzyszenie Młodzieży.